# Mihaela de Micheli Vitturi
Mihaela de Micheli Vitturi (1 de enero de 1996) es una deportista croata que compite en vela en la clase 49er FX. Ganó una medalla de plata en el Campeonato Europeo de 49er de 2021.

## Palmarés internacional
| \| Campeonato Europeo \| Campeonato Europeo \| Campeonato Europeo \| Campeonato Europeo \| \| Año \| Lugar \| Medalla \| Clase \| \| ------------------ \| ------------------ \| ------------------ \| ------------------ \| \| 2021 \| Salónica (Grecia) \| Medalla de plata \| 49er FX \| |                   |                  |         |
| Campeonato Europeo |                   |                  |         |
| Año | Lugar             | Medalla          | Clase   |
| 2021 | Salónica (Grecia) | Medalla de plata | 49er FX |